# Иаков (Маскаев)
Архиепископ Иа́ков (в миру Я́ков Ива́нович Маска́ев; (13 [25] октября 1878, Уральск — 29 июля 1937, Барнаул, Западно-Сибирский край) — епископ Русской православной церкви, архиепископ Барнаульский.
Причислен к лику святых Русской православной церкви в 2000 году.

## Семья и личная жизнь
Яков Маскаев родился 15 (27) октября 1879 г. года в городе Уральске Уральского уезда Уральской области Оренбургского генерал-губернаторства (ныне город Уральск (каз. Орал, Oral) — административный центр Западно-Казахстанской области Республики Казахстан). Отец, Иван Силантьевич, происходит из крестьян села Еделева Сызранского уезда Симбирской губернии (ныне село — административный центр Еделевского сельского поселения Кузоватовского района Ульяновской области). Мать - Калерия Григорьевна, мещанка г. Уральска. В подписанных епископом Иаковом анкетах в судебно-следственных делах указано, что он родился 23 октября. В документах Уральского духовного училища и Оренбургской духовной семинарии (со ссылкой на предоставленные в названные учебные заведения метрические записи) указана дата рождения — 15 (27) октября 1879 года.
В Уральске у семьи было небольшое гостиничное дело: сдавали комнаты постояльцам, действовала прачечная. Это дело впоследствии позволило дать детям образование. Калерия вела хозяйство, Иван занимался живописью, в том числе, росписью православных храмов.
Яков был первым ребёнком в семье. Его назвали в память апостола Иакова Алфеева. Затем в семье Маскаевых родились Павел (1884), Евдокия (1888) и Агриппина (1894). Яков, как старший, раньше брата и сестёр покинул родной дом, в августе 1891 года поступив в Уральское духовное училище, которое с отличием окончил в июне 1895 года. В свидетельстве об окончании училища указано, что воспитанник Яков Маскаев причислен к 1 разряду, с правом поступления в Духовную семинарию без экзаменов. Учёбу продолжил в Оренбургской духовной семинарии.

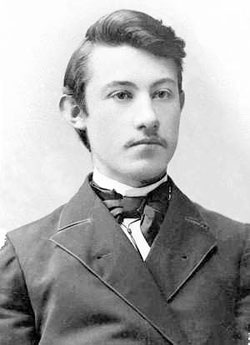
Яков Маскаев. Ноябрь 1901 года, Оренбург

На последнем курсе женился на девице Валентине Петровне Никольской, дочери священника церкви Воскресения Христова слободы Воскресенской Челябинского уезда. В 11-летнем возрасте девочка осталась без матери, а ещё через год — без отца. Воспитывалась в семье Алексея Николаевича, своего дяди по отцу, священника Свято-Троицкой церкви Челябинска.
В 1901 году Яков окончил семинарию.
В 1902 году у супругов родился сын Борис. Вскоре он смертельно заболел, и отец Яков, который только начинал свой путь священника, горячо молился о выздоровлении сына. В молитвах он обращался за помощью ко всем святым, но особенно горячо — к преподобному Серафиму Саровскому, и дал обет, что, если младенец выздоровеет, совершит паломничество в Саровский монастырь к мощам только что прославленного преподобного Серафима. По чудесному выздоровлению сына Яков исполнил обет. Впоследствии у них с супругой родились девять детей, четверо из которых умерли в младенчестве (известно, по крайней мере, об Ольге, родившейся 23.06.1912).
Остальные дети:
- Борис, 18.05.1902 — 23.06.1986[3];
- Александра, 31.05.1905 — 16.07.1992;
- Нина, 27.01.1910 — 15.02.1997;
- Константин, 6.03.1914 — 1942 (пропал без вести во время войны);
- Зоя, 26.02.1916 — 22.02.1997.

Жена Валентина умерла вскоре после родов последнего ребёнка в 1918 году; скончался и младенец.

### Священник
С 18 (31) октября 1901 года был законоучителем в двухклассном училище министерства народного просвещения.
28 октября (10 ноября) 1901 года епископом Владимиром (Соколовским-Автономовым) был рукоположён во диакона, а 4 (17) ноября 1901 года — в сан иерея к Казанско-Богородицкой церкви села Зобово Оренбургской епархии (ныне в Путятинском сельсовете Шарлыкского района Оренбургской области), где священствовал в течение 22 лет.
Проявил энергичным тружеником на ниве Христовой, много и неустанно проповедовал. Усилиями молодого пастыря в с. Зобово, находящемся в 170 верстах от губернского центра, в 1902—1906 годы было построено новое каменное здание храма вместо обветшавшего деревянного.
Несмотря на стеснённые обстоятельства в средствах и большую семью, отец Иаков слыл одним из самых щедрых жертвователей в епархии. Стал одним из деятельнейших участников и благотворителем Общества вспомоществования нуждающимся ученикам духовной семинарии. Горячо отзываясь на призыв Церкви и Отечества о помощи, активно собирал и пересылал пожертвования на нужды армии и флота ещё во время русско-японской войны 1904—1905 годов.
В 1909 году отцом Иаковом было выстроено здание церковно-приходской школы в деревне Ворониной.
За ревностные труды и усердное пастырское служение 8 (21) апреля 1905 года епископ Оренбургский и Уральский Иоаким (Левицкий) наградил его набедренником. Затем в 1909 году был награждён скуфьёй и 1915 году — камилавкой от Святейшего Синода и возведён в сан протоиерея и включён в состав Оренбургского епархиального управления.
С октября 1915 года о. Иаков — цензор проповедей 14 благочиния Оренбургского уезда.
В годы Гражданской войны пастырь неоднократно спасал жителей села Зобова от расстрела белогвардейцами.
В 1920—1922 гг. протоиерей Иаков Маскаев избирался членом Оренбургского епархиального управления и являлся ближайшим помощником и единомышленником епископа Оренбургского Аристарха (Николаевского), с 1920 года епископа Оренбургского и Тургайского.
Среди прихожан и духовенства отец Иаков имел столь высокий авторитет, что когда в Оренбургской епархии было образовано Орское викариатство, в январе 1923 года на собрании духовенства и мирян под председательством епископа Оренбургского Аристарха (Николаевского) в Оренбурге был избран кандидатом в епископа Орского, викария Оренбургской епархии.

### Обновленческий период
После возникновения обновленческого раскола в 1922 году правящий иерей епископ Аристарх (Николаевский) заявил о полном подчинении Патриарху Тихону и разослал воззвание ко всему духовенству и верующим города, в котором убеждал не подчиняться обновленческому Синоду до тех пор, пока он сам лично не побывает в Москве и не ознакомится с положением церковных дел. Перед отъездом он, в целях ограждения епархии от влияния обновленцев, созвал епархиальный съезд, на котором избрал себе в викарного епископа Иакова Маскаева, которого и послал в Москву для посвящения.
В Москве 19 марта 1923 года по пострижению в монашество с именем Иаков, в честь апостола Иакова, брата Господня, с днём тезоименитства 23 октября, отец Иаков получил епископскую хиротонию, которую возглавил обновленец епископ Антонин (Грановский). Вторым участником хиротонии стал проживавший на покое в Москве архиепископ Екатеринославский Владимир (Соколовский-Автономов). По данным, которые приводит в своей книге «Мученики, исповедники и подвижники благочестия Русской Православной Церкви XX столетия» церковный историк и агиограф игумен Дамаскин, архиепископ Владимир (Соколовский-Автономов) сообщил нарекаемому в архиерейский сан отцу Иакову, что находится в подчинении Патриарха Тихона и никогда не прерывал с ним канонического общения.
После чего епископ Иаков возвратился в Оренбург с назначением на Орскую кафедру, викарием Оренбургской епархии. Преосвященный Аристарх, не находя иного выхода, нашёл возможным допустить временно епископа Иакова к исполнению своих обязанностей, но запретил ему рукополагать духовенство. Выезжая 10 мая 1923 г. в Москву для доклада о положении дел в епархии, епископ Аристарх официально, грамотой, передал временное управление кафедрой своему Орскому викарию
С мая 1923 епископ Иаков — управляющий Оренбургской епархией.
В июле 1923 на собрании православных священнослужителей города Орска с участием представителей от приходских советов городских церквей было принято решение поручить епископу Иакову отправиться в Москву и явиться к Патриарху Тихону или его заместителю «для получения исправления в епископском сане и благословения от Святейшего на служение в городе Орске». Кроме того, участники собрания просили Патриарха «оставить любимого нами архипастыря в городе Орске, как народного избранника и весьма ревностного деятеля на ниве Христовой, снабдив его установленной грамотой».
16 сентября 1923 года епископ Иаков направил прошение Патриарху Тихону, в котором изложил все обстоятельства дела и добавил:

Смиренно прошу не считать меня как карьериста… а если я что и сделал по малоопытности, без злого умысла, то коленоприпадающе к стопам Святительским Вашего Святейшества умоляю простить меня недостойного и грешного, исповедую верность «до смерти» Единой Святой Соборной и Апостольской Церкви, кормило коей в стране нашей Освященный Собор передал Вашему Святейшеству, рабски, как негодный раб, прошу, Ваше Святейшество, принять меня в общение; никаким обновленческим группам я не сочувствую и реформ в жизнь проводить никогда не буду. 26 июля я отправился к Вашему Святейшеству, но в вагоне в городе Оренбурге был арестован и возвращён обратно; собираюсь снова — но опять те же препятствия… Но буду надеяться на помощь Божию. <…> Согласно извещению архиепископа Серафима о спорности и неканоничности моей хиротонии, я добровольно, как крест, возложил на себя запрещение и теперь службу не служу.

### Православный архиерей
22 сентября, рассмотрев дело Орского викария собранием архиереев Патриарх Тихон сообщил владыке Иакову, что принимает его в молитвенное общение, но предложил епископу письменно заявить, что он не имеет ничего общего с обновленцами. 
В итоге 28 сентября 1923 года Патриарх Тихон подписал Удостоверение следующего содержания:
«Преосвященный Иаков Епископ Орский Викарий Оренбургской Епархии, посвященным во Епископа 1-го Апр. 1923 г. Преосвященными Епископом Антонином и Епископом Владимиром, бывшим Екатеринбургским и Ирбитским, ныне мной принят в каноническое общение и назначен временно Управляющим православными приходами Оренбургской Епархии.
В чем и выдано сие удостоверение Преосвященному Епископу Иакову Орскому
Тихонъ, Патриарх Московский и всея Россiи
Москва Донской Монастырь
1923 года 28 Сент. № 78».
В этот период владыку периодически вызывали в ОГПУ, грозили арестом, предлагали сотрудничать, делали невозможным выезд из города для встречи с Патриархом. Чтобы ослабить надзор, владыке пришлось делать вид, что он недостаточно твёрд в своей позиции по отношению к обновленцам.
Для Оренбургской губернии в той же сводке говорилось об усилении, под влиянием епископа Иакова, борьбы православных с обновленцами: «Обновленческое духовенство, возглавляемое архиепископом Андреем [Соседовым], не имеет авторитета среди духовенства и верующей массы, в силу чего не достигает желаемых результатов по ликвидации реакционного течения. Кроме того, между обновленцами стали происходить разногласия в отношении реорганизации в Москве священного Синода. Реакционное течение, воспользовавшись этими раздорами, стало вести усиленную агитацию против архиепископа Андрея, критикуя его распоряжения и действия. От Патриарха Тихона приехал епископ Яков (Москаев), который своим приездом воодушевил реакционеров и усилил деятельность в борьбе с обновленцами».
13 августа 1924 года Святейший Патриарх Тихон назначил Иакова правящим епископом Оренбургским и Тургайским, где он продолжил противодействовать обновленческому расколу в епархии.
В информационной сводке ПП ОГПУ по Оренбургской губернии за период с 1 по 15 февраля 1924 года отмечалось: «В отношении населения к духовенству преобладает популярность устоев тихоновской церкви. Духовенство вследствие колебаний с тихоновщины в сторону обновленческого движения значительно пало в авторитете».
К концу 1924 года в отношениях оренбургского архиерея с гражданской властью возникло серьёзное напряжение, поскольку он категорически отказался от негласного сотрудничества с ОГПУ и открытого перехода в раскол. От него также требовали перестать проповедовать против обновленцев и вообще реже проповедовать. Тогда же, в 1924 году епископ активно противодействовал обновленческому расколу в г. Уральске.
19 марта 1925 года, ОГПУ г. Оренбурга арестовало епископа Иакова, отпустив из-под стражи под подписку о невыезде 22 августа 1925 г. — в связи с окончанием следствия и ожиданием приговора. По свидетельству современника из числа недоброжелателей, освобождение владыки было встречено православными с ликованием: «фанатично настроенная головка духовенства стала демонстрировать в глазах массы Еп[ископа] Якова как мученика за веру, гонимого властью, страдальца, устраивало ему овации, триумфальные встречи с произнесением речей погромного характера, с поднесением хлеба-соли, усыпая путь его шествия цветами и т. д.»
Следует отметить, что ещё в марте-апреле 1925 года епископ Иаков, находившийся под арестом, инициировал ходатайство о создании легальных органов управления православной епархией.
13 ноября 1925 года особым Совещанием при Коллегии ОГПУ РСФСР епископ Иаков (Маскаев) был осуждён по статье 58-11 УК РСФСР и приговорён к двум годам высылки за пределы Оренбургской губернии с формулировкой: «за антисоветскую деятельность». Первоначальным местом отбывания наказания был определён город Алма-Ата Казахской ССР, однако затем его заменили на Самару, где архиерей отбыл полный срок ссылки до 1927 года.
По окончании ссылки, 2 января 1928 года Преосвященный Иаков (Маскаев) был назначен епископом Курганским, викарием Тобольской и Сибирской епархии, но к месту назначения, видимо, не выезжал. В том же году назначен епископом Осташковским, викарием Тверской епархии.
С 6 февраля 1929 года епископ Балашовский, викарий Саратовской епархии. В этот период ОГПУ сообщало, что епископ Иаков «упрям, настойчив, категорически отказался выполнять наши поручения и на явки не являлся». В городе Балашове Нижне-Волжского края проживал по адресу: Большая Уральская улица, дом № 36 (ныне улица Горохова).
12 февраля 1930 года Балашовским окружным отделом ОГПУ в г. Балашове Саратовской области был арестован по делу о «контрреволюционной церковной организации» вместе с четырнадцатью священнослужителями, монахинями и мирянами по обвинению в антисоветской деятельности. Виновным себя не признал.
Один из свидетелей показал, что епископ в одной из проповедей говорил:

«Для нас, верующих, настало невыносимо тяжёлое время, власть всюду нас притесняет, не даёт нам свободно мыслить; закрывая церкви, она оставляет нас, верующих, без куска хлеба, храм Божий это наша духовная пища, а советская власть нас лишает этого». В то же время сам заявил на допросе, что «в своих проповедях я исключительно касался евангельских тем, не сопоставляя их с современной жизнью и не касаясь в них современных политических и бытовых вопросов». 
Власти обнаружили, что при балашовском соборе собралась дружная община верующих во главе с правящим епископом Иаковом.
Из свидетельских показаний:

«…епископ Иаков, являясь враждебно настроенным по отношению к советской власти, имеет тесную связь с монашествующим элементом и реакционными церковниками, с коими частенько ведёт беседы на дому, где он проживает; его квартиру очень много посещает не только городских церковников, но и приезжих, коим он даёт советы для борьбы с мероприятиями советской власти и высказывает своё недовольство таковыми…»

«…с приездом в Балашов Маскаев объединил чёрные силы церковников из монашествующего, торгового и чиновничьего элемента и является вдохновителем их в борьбе с советской властью» 
Давали показания в качестве лжесвидетелей и отступники от веры, священники, снявшие с себя сан:

"Мне, как бывшему священнику Преображенской церкви и бывшему благочинному города Балашова, хорошо известно, что кафедральный собор города Балашова… квартиру епископа Иакова Маскаева стали посещать черносотское духовенство, реакционные церковники и монашествующий элемент не только города Балашова, но и окрестных сёл и районов за получением советов и обмена мнениями. <…> …в своих беседах и советах определённо восстанавливал посещающих его квартиру и подстрекал их против проводимых советской властью мероприятий. Примерно в мае 1924 года, в разговоре со мной по вопросу закрытия Преображенской церкви и положения коллектива сказал: «Гонения на Православную Церковь растут с каждым днём; несмотря на издаваемые законы, советская власть их сама же и нарушает, заточили сотни невинных отцов духовных, грабят и разоряют народное имущество и преследуют верующих вплоть до заточения по тюрьмам, вот плоды завоеваний русским народом свободы»
"…в беседе с крестьянами, примерно в сентябре 1929 года, по вопросу хлебозаготовок говорил: «Тяжёлое настало время для народа, советская власть — власть рабоче-крестьянская, а своими мероприятиями разорила крестьянство, обобрала, что называется, дочиста, какой же крестьянин после этого скажет, что ему нужна советская власть».

«Маскаева очень часто и много посещает монашек, коих он настраивал для обработки местного населения, особенно в защиту церквей на случай кампании по закрытию последних, благодаря чему никому небезызвестно то, что, наряду с проводимыми кампаниями по закрытию церквей в округе, имелся ряд случаев открытых выступлений верующих против закрытия, вплоть до оказания сопротивления представителям советской власти и общественным работникам, как-то: в селе Андреевки Аркадакского района, в селе Мача Тамалинского района, в селе Репно-вершины Балашовского района и так далее». 
Один из членов приходского совета городского собора показал:

«Во время одной из проповедей в соборе Маскаев, призывая верующих к сплочению для защиты религии, произнёс: „Претерпевайте, верующие, все обиды, наш Отец, Иисус Христос, терпел за нас, придёт время и вы возрадуетесь“».
«…Оставшийся представитель всей этой кучки Иаков Маскаев играет видную роль среди обиженных советской властью кулаков, монашек и антисоветского элемента. К нему часто и много ездят из сёл монашек и священнослужителей, кои, получив должное внушение и наказ, какой точки придерживаться, возвращаются обратно в сёла. Мне, например, известно со слов, или вернее из разговоров, отдельных лиц о том, что Маскаев советует приезжим к нему священнослужителям, монашкам и церковникам возбуждать соответствующие заявления перед вышестоящей советской властью на мероприятия советской власти на местах и организованно не допускать закрытия церкви…»

9 июня 1930 Особое Совещание (ОСО) при Коллегии ОГПУ СССР приговорило епископа Иакова к трём годам заключения в исправительно-трудовых лагерях (по статье 58-10, 58-11 УК РСФСР). Наказание отбывал в Вишерском отделении Соловецкого ИТЛ ОГПУ в Пермской области. 
К месту заключения направлялся через пересыльный лагерь на станции Кемь.

### Последние годы жизни (на Барнаульской кафедре)
Незадолго до окончания срока заключения, 16 декабря 1932 года, Особое Совещание при Коллегии ОГПУ распорядилось отправить епископа на три года ссылки на Урал. Однако учётные документы, в которых сообщалось, в какой именно лагерь был отправлен епископ, потерялись. 27 июня 1934 года Свердловское ОГПУ обратилось к своему начальству в Москву с рапортом, что епископ Иаков в Свердловск не прибыл, и просило объявить его во всесоюзный розыск.
Между тем епископ Иаков не скрывался, но сразу же после освобождения посетил фактического руководителя РПЦ, заместителя Патриаршего местоблюстителя (арестованного митрополита Петра) Сергия (Страгородского) и 4 апреля 1933 года получил от него назначение на Барнаульскую кафедру (епископ Барнаульский) с поручением временно также управлять Бийской епархией.
В 1935 году возведён в сан архиепископа.
Проживал в Барнауле по адресу: ул. Никитинская, 58, кв. 1 в одноэтажном каменном доме в арендованных комнатах. (Строение не сохранилось. Ныне на этом месте находится пятиэтажное здание под тем же номером, где расположена администрация Центрального района г. Барнаула).
Несмотря на хронические болезни, почти ежедневно проводил службы в кафедральном Знаменском соборе, на которые собирались прихожане не только из Барнаула, но и из окрестных сёл. Ввёл в епархии всенародное пение — для сознательного восприятия прихожанами богослужения.
По городу и везде, куда бы ни отправлялся, несмотря на хулу и насмешки, всегда ходил в священнической одежде и с посохом, хотя в то время уже одно это было исповедничеством.
Святитель отличался крайней нестяжательностью, жил в бедности и для богослужений имел только одно архиерейское облачение.
В будние дни совершал богослужения по священническому чину, во время праздничных богослужений всегда сам выходил к народу, совершая елеопомазание всех. После окончания литургии всех благословлял, независимо от того, много или мало было народа.
В эти годы здоровье владыки, сокрушённое заключением в лагерях, сильно пошатнулось, и в 1936 году он в сопровождении дочери Нины выехал на лечение в Одессу. Когда после непродолжительного лечения он вернулся в Барнаул, стало очевидно, что близится новое гонение, и он завёл себе сумку, в которой было собрано всё необходимое на случай ареста.

### Арест и мученическая кончина
23 сентября 1936 года были арестованы и заключены в тюрьму в городе Бийске благочинный, протоиерей Даниил Матвеевич Носков и мирянин Гектор Николаевич Захарьин. 29 сентября был арестован священник Николай Николаевич Пальмов. На основе их показаний было составлено обвинительное заключение, в котором, в частности, написано:
«23 сентября 1936 года 4-м отделом УГБ НКВД по Западно-Сибирскому краю в Смоленском районе ликвидирована контрреволюционная повстанческая организация, возглавляемая Барнаульским епископом Маскаевым Иаковом и благочинным священником Носковым Даниилом Матвеевичем.
Деятельностью контрреволюционной организации были охвачены: Смоленский, Алтайский и Грязнухинский районы и города: Бийск и Барнаул. В состав контрреволюционной организации входило 6 оформленных повстанческих ячеек с числом участников 28 человек…
Организация подготовляла повстанческие кадры для вооружённого выступления против советской власти в момент интервенции…»
3 октября 1936 года владыку Иакова арестовали по обвинению в руководстве «контрреволюционной повстанческой организацией». Его этапировали в Бийск, где 29 октября 1936 года поместили в тюремную больницу, а 19 ноября перевели в тюрьму.
Во время допросов, длившихся несколько месяцев, архиепископ Иаков держался с большим мужеством и достоинством. Обвинение отверг.
25 декабря 1936 года архиепископу Иакову был предъявлен протокол об окончании следствия. Владыка его подписать отказался, сказав, что он не признаёт себя виновным и поэтому протокол подписывать не станет.
9 апреля 1937 года выездная сессия Специальной коллегии Западно-Сибирского краевого суда, не найдя достаточных доказательств по предъявленным обвинениям, постановила отложить слушание дела и отправить его на доследование.
После издания распоряжения Политбюро ЦК ВКП(б) от 2 июля 1937 года «Об антисоветских элементах» дело архиепископа Иакова было направлено на рассмотрение во внесудебном порядке. 25 июля 1937 года тройка при УНКВД по Западно-Сибирскому краю приговорила подсудимых к расстрелу. Архиепископ Иаков, священники протоиерей Пётр (Пётр Гаврилович Гаврилов), Иоанн (Иван Михайлович Можирин) и инок Феодор (Фёдор Васильевич Никитин) были расстреляны 29 июля 1937 года. Мирянин Иван Протопопов расстрелян 4 августа 1937 года. Все они впоследствии тоже были причислены к лику святых.
Место расстрела и погребения святителя и других казнённых вместе с ним остаётся неизвестным. В ходе следствия арестованных по данному делу перемещали из Бийска в Барнаул, где на территории ранее изъятого у церкви Богородице-Казанского женского монастыря (основан в 1894 году) в 1925 году сделали тюрьму № 1 НКВД (сейчас — следственный изолятор ФБУ ИЗ22/1 УФСИН России по Алтайскому краю). Расстрелы производились в стенах бывшего монастыря в городе Барнауле Западно-Сибирского края (ныне административный центр Алтайского края), либо в лесу поблизости. По другим данным, расстрелян в городе Бийске Бийского района Западно-Сибирского края (ныне Алтайского края).

## Реабилитация
- 5 сентября 1959 года реабилитирован Президиумом Алтайского краевого суда по приговору 1937 года, дело прекращено за отсутствием состава преступления.
- 20 июня 1989 реабилитирован по Указу Президиума ВС СССР от 16 января 1989 года по приговору 1930 года.
- 2 декабря 1999 года реабилитирован Прокуратурой г. Алма-Аты по приговору 1925 года.

## Прославление и канонизация
В Барнауле монахини, священники и прихожане почитали его как святого ещё в советское время.
Канонизирован Юбилейным Архиерейским Собором Русской Православной Церкви, 13-16 августа 2000 г. по представлению Барнаульской епархии.
В марте 2017 году профессор, доктор юридических наук Виталий Сорокин выпустил книгу «Архиепископ Иаков (Маскаев). Претерпевший до конца», ставшую первой монографией, посвящённой Иакову (Маскаеву).
13 октября 2017 года епископ Балашовский и Ртищевский Тарасий (Владимиров) освятил памятную доску в честь священномученика Иакова (Маскаева) на здании Епархиального управления.

## Дни памяти
1. Собор новомучеников и исповедников Церкви Русской, первое воскресенье, начиная с 25 января (7 февраля)
2. 16 (29) июля, в День памяти Барнаульских новомучеников.